# Villa Elisabeth
Villa Elisabeth of Elisabeth is een villa gelegen aan de Grotestraat 167 te Borne, gebouwd in 1895 met Gerrit Beltman sr. als architect en textielfabrikant Albert Spanjaard als opdrachtgever. Het is thans een rijksmonument in Borne. Het is gebouwd in eclectische bouwstijl met Hollandse neo-renaissancistische, gotische en chaletstijlelementen. De villa werd in 1930 als gemeentehuis van Borne in gebruik genomen maar tegenwoordig is het restaurant Dorset erin gevestigd.